# لیگ برتر فوتبال استونی ۱۹۹۹
لیگ برتر فوتبال استونی ۱۹۹۹ (انگلیسی: 1999 Meistriliiga) نهمین فصل لیگ برتر فوتبال استونی است که با قهرمانی باشگاه فوتبال لوادیا تالین به پایان رسیده‌است.

## جدول لیگ
| رتبه | تیم                                  | بازی | برد | مساوی | باخت | گل زده | گل خورده | گل تفاضل | امتیاز | صعود یا سقوط                                 |
| ---- | ------------------------------------ | ---- | --- | ----- | ---- | ------ | -------- | -------- | ------ | -------------------------------------------- |
| ۱    | باشگاه فوتبال لوادیا تالین (C)       | ۲۸   | ۲۳  | ۴     | ۱    | ۷۷     | ۱۲       | ۶۵+      | ۷۳     | صعود به مرحله اول انتخابی لیگ قهرمانان اروپا |
| ۲    | باشگاه فوتبال ویلیاندی تولویک        | ۲۸   | ۱۶  | ۵     | ۷    | ۵۷     | ۳۴       | ۲۳+      | ۵۳     | صعود به مرحله انتخابی جام یوفا               |
| ۳    | باشگاه فوتبال فلورا تالین            | ۲۸   | ۱۳  | ۸     | ۷    | ۶۰     | ۳۳       | ۲۷+      | ۴۷     | صعود به مرحله انتخابی جام یوفا               |
| ۴    | باشگاه فوتبال ناروا ترانس            | ۲۸   | ۱۱  | ۷     | ۱۰   | ۴۰     | ۲۸       | ۱۲+      | ۴۰     | صعود به جام اینترتوتو ۲۰۰۰                   |
| ۵    | باشگاه فوتبال تی‌وی‌ام‌کی               | ۲۸   | ۷   | ۹     | ۱۲   | ۱۶     | ۳۳       | ۱۷−      | ۳۰     |                                              |
| ۶    | باشگاه فوتبال لانتانا تالین          | ۲۸   | ۶   | ۹     | ۱۳   | ۳۱     | ۵۲       | ۲۱−      | ۲۷     |                                              |
| ۷    | Lelle                                | ۲۸   | ۵   | ۹     | ۱۴   | ۲۵     | ۴۵       | ۲۰−      | ۲۴     | پلی‌آف سقوط                                   |
| ۸    | باشگاه فوتبال استی پولوکیوی یووی (R) | ۲۸   | ۲   | ۷     | ۱۹   | ۱۲     | ۸۱       | ۶۹−      | ۱۳     | سقوط به لیگ دسته اول فوتبال استونی           |

## پلی‌آف سقوط
| Lootus | ۰ – ۳ | Lelle |
| ------ | ----- | ----- |
|        |       |       |

| Lelle | ۱ – ۲ | Lootus |
| ----- | ----- | ------ |
|       |       |        |